# Bailando con las estrellas (Venezuela)
Bailando con las estrellas es un programa de televisión venezolano de estilo telerrealidad transmitido por la cadena Venevisión durante la emisión del Super sábado sensacional, dio inicio el 8 de octubre de 2005 presentando a parejas que tendrán que presentarse semanalmente en desafíos de baile con el fin de no ser eliminados y poder ganar un premio monetario, destinado a una causa benéfica. El programa está basado en la versión inglesa Dancing with the Stars.
Es presentado inicialmente por Daniel Sarcos y Dayra Lambis, luego por Leonardo Villalobos y Nina Sicilia en el 2011, y por Henrys Silva y Fanny Ottati en sus últimas 2 temporadas.

## Participantes

### Temporada 2005
| Participante            | Ocupación                                         | Puesto    |
| ----------------------- | ------------------------------------------------- | --------- |
| Beba Rojas              | Presentadora de televisión, actriz y humorista    | Ganadora  |
| Juan Carlos García      | Actor y modelo                                    | 2.º lugar |
| Dayra Lambis            | Presentadora de televisión y periodista           |           |
| Franklin Virgüez        | Actor                                             |           |
| Astrid Carolina Herrera | Miss Mundo 1984 y Actriz                          |           |
| Francisco León          | Míster Venezuela 2004 y Presentador de televisión |           |
| Mariangel Ruiz          | Miss Venezuela 2002 y presentadora de televisión  |           |
| Leonardo Villalobos     | Presentado de televisión                          |           |

### Temporada 2006
| Participante           | Ocupación                               | Puesto    |
| ---------------------- | --------------------------------------- | --------- |
| Monica Pasqualotto     | Presentadora de televisión              | Ganadora  |
| Dayra Lambis           | Presentadora de televisión y periodista | 2.º Lugar |
| Osman Aray             | Presentador de ¡Sálvese quien pueda!    |           |
| Alex Goncalves         | Presentador de Atómico                  |           |
| Mirla Castellanos      | Cantante y actriz                       |           |
| Víctor Cámara          | Actor                                   |           |
| Carolina Perpetuo      | Actriz y ex modelo                      |           |
| Susan Carrizo          | Miss Venezuela Mundo 2005               |           |
| José Ignacio Rodríguez | Míster Venezuela 2005                   |           |
| Eleidy Aparicio        | Miss Venezuela Internacional 2003       |           |

### Temporada 2011
| Participante      | Ocupación                                 | Puesto     |
| ----------------- | ----------------------------------------- | ---------- |
| Arán de las Casas | Actor                                     | Ganador    |
| Rosmeri Marval    | Actriz                                    | 2.º Lugar  |
| Elaiza Gil        | Actriz y productora                       | 3.er Lugar |
| Hannelys Quintero | Miss Intercontinental 2009                |            |
| Karl Hoffman      | Actor de TV y Doblaje                     |            |
| Felipe Lira       | beisbolista de los Tiburones de La Guaira |            |
| Carlos Arraiz     | Actor                                     |            |
| Jimena Araya      | Humorista y modelo                        |            |
| Joselyn Rodríguez | actriz y comediante                       |            |
| Paula Bevilacqua  | Actriz                                    |            |
| Damián Genovese   | Actor                                     |            |
| Susej Vera        | Actriz                                    |            |

Los participantes no conocidos acompañan a los participantes previamente nombrados, así formaron 9 parejas, cada una representando a instituciones o causas benéficas; estos son Román Torrealba, Andreína Nimlin, Neliani Hernández, Luis Hurtado, Josmarly Cordero, Leonardo Briceño, Génesis Ramos, Darwin Gutiérrez y Germán Flores.

### Temporada 2019
| Participante        | Ocupación                                 | Puesto  |
| ------------------- | ----------------------------------------- | ------- |
| José Manuel Suárez  | Actor, productor y director teatral       | Ganador |
| Sabrina Veris       | Presentadora de Atómico                   |         |
| Alejandro Soteldo   | Presentador de Atómico                    |         |
| Sabrina Salemi      | Humorista y modelo                        |         |
| Jorge Eduardo Núñez | Míster Venezuela 2019                     |         |
| Dave Capella        | Presentador de Portada's                  |         |
| Melissa Jiménez     | Miss Internacional Venezuela 2019         |         |
| Oriana Pablos       | Tercera Finalista del Miss Venezuela 2019 |         |
| Isabella Rodríguez  | Miss Venezuela 2018                       |         |
| Thalia Olvino       | Miss Venezuela 2019                       |         |
| Vito Gasparini      | Míster Venezuela 2006                     |         |
| Mía                 | Intérprete musical                        |         |

## Jurado
| 2005-2019 | Diana Patricia "La Macarena" | Bailarina profesional de flamenco                                                                                |
| 2005-2011 | Levy Rossell                 | Director y productor de teatro musical                                                                           |
| 2005-2011 | Mery Cortez                  | Bailarina profesional, productora coreográfica de Venevision y coreógrafa del Miss Venezuela y Míster Venezuela. |
| 2005-2006 | Carlos Omobono               | Actor y Locutor                                                                                                  |
| 2011      | Atamaica Nazoa               | Escritora y periodista, Exjefa de prensa del Miss Venezuela                                                      |

## Participantes
| Celebridad        | Ocupación                  | Soñador           | Resultado                                          | Lugar |
| ----------------- | -------------------------- | ----------------- | -------------------------------------------------- | ----- |
| Arán de las Casas | Actor                      | Génesis Ramos     | Ganadores del Bailando con las estrellas.          | #1    |
| Rosmeri Marval    | Actriz                     | Leonardo Briceño  | Segundo lugar de Bailando con las estrellas.       | #2    |
| Elaiza Gil        | Actriz                     | Darwin Gutiérrez  | Tercer lugar de Bailando con las estrellas.        | #3    |
| Damian Genovese   | Actor                      | Josmarly Cordero  | 8.ª Pareja Eliminada de Bailando con las estrellas | #4    |
| Hannelys Quintero | Miss Intercontinental 2009 | Román Torrealba   | 7.ª Pareja Eliminada de Bailando con las estrellas | #5    |
| Paula Bevilacqua  | Actriz                     | Luis Hurtado      | 6.ª Pareja Eliminada de Bailando con las estrellas | #6    |
| Susej Vera        | Actriz                     | Luis Hurtado      | 1.er Abandono de Bailando con las estrellas        | N/A   |
| Carlos Arraiz     | Actor & locutor            | Andreína Nimlin   | 5.ª Pareja Eliminada de Bailando con las estrellas | #7    |
| Felipe Lira       | Beisbolista                | Josmarly Cordero  | 4.ª Pareja Eliminada de Bailando con las estrellas | #8    |
| Jimena Araya      | Actriz y modelo            | Luis Hurtado      | 3.ª Pareja Eliminada de Bailando con las estrellas | #9    |
| Karl Hoffman      | Actor                      | Neliani Hernández | 2.ª Pareja Eliminada de Bailando con las estrellas | #10   |
| Joselyn Rodríguez | Animadora                  | Germán Flores     | 1.ª Pareja Eliminada de Bailando con las estrellas | #11   |

## Desarrollo
| 1  | Arán     | Salvado   | Salvado   | 54%       | Salvado   | Ganadores | Salvado   | Salvado   | Ganadores | 50%       | Salvado   | Salvado   | 52%       | Ganadores |  |  |  |  |  |  |  |  |  |  |  |  |  |  |
| 2  | Rosmeri  | Salvada   | Ganadores | Ganadores | Salvada   | 50%       | Salvada   | Ganadores | Salvada   | Salvada   | Ganadores | Ganadores | Finalista | 2º lugar  |  |  |  |  |  |  |  |  |  |  |  |  |  |  |
| 3  | Elaiza   | Salvada   | Salvada   | Salvada   | Ganadores | Salvada   | 64,4%     | 50,47%    | Salvada   | Ganadores | 55%       | Salvada   | Finalista | 3º lugar  |  |  |  |  |  |  |  |  |  |  |  |  |  |  |
| 4  | Damian   | No Estaba | No Estaba | No Estaba | No Estaba | No Estaba | No Estaba | No Estaba | No Estaba | Salvado   | Salvado   | 51%       | 48%       |           |  |  |  |  |  |  |  |  |  |  |  |  |  |  |
| 5  | Hannelys | Salvada   | Salvada   | Salvada   | Salvada   | Salvada   | Ganadores | Salvada   | Salvada   | 50%       | Salvada   | 49%       |           |           |  |  |  |  |  |  |  |  |  |  |  |  |  |  |
| 6  | Paula    | No Estaba | No Estaba | No Estaba | No Estaba | No Estaba | No Estaba | No Estaba | No Estaba | No Estaba | 45%       |           |           |           |  |  |  |  |  |  |  |  |  |  |  |  |  |  |
| 7  | Susej    | No Estaba | No Estaba | No Estaba | No Estaba | No Estaba | No Estaba | No Estaba | No Estaba | Abandono  |           |           |           |           |  |  |  |  |  |  |  |  |  |  |  |  |  |  |
| 8  | Carlos   | Salvado   | Salvado   | Salvado   | Salvado   | 50%       | Salvado   | 49,43%    |           |           |           |           |           |           |  |  |  |  |  |  |  |  |  |  |  |  |  |  |
| 9  | Felipe   | Salvado   | Salvado   | Salvado   | 51%       | Salvado   | 35,6%     |           |           |           |           |           |           |           |  |  |  |  |  |  |  |  |  |  |  |  |  |  |
| 10 | Jimena   | Salvada   | 52,6%     | 37%       | 49%       |           |           |           |           |           |           |           |           |           |  |  |  |  |  |  |  |  |  |  |  |  |  |  |
| 11 | Karl     | Salvado   | Salvado   | 9%        |           |           |           |           |           |           |           |           |           |           |  |  |  |  |  |  |  |  |  |  |  |  |  |  |
| 12 | Joselyn  | Salvada   | 47,4%     |           |           |           |           |           |           |           |           |           |           |           |  |  |  |  |  |  |  |  |  |  |  |  |  |  |

     El concursante obtuvo el mayor puntaje de la semana y continua en el programa.
     El concursante se salvó de estar sentenciado y continua en el programa.
     El concursante estuvo entre los peores de la semana pero se mantiene en el programa al obtener el porcentaje mayor de votos del público y votos del jurado..
      El concursante estuvo entre los peores de la semana y fue eliminado al tener el menor porcentaje de votos del público y votos del jurado.
     El concursante se retiró de la competencia voluntariamente.
Notas:
1. ↑  En esta gala no hubo eliminación.

| 1  | Arán     | Salvado   | Salvado   | Amenazado | Salvado   | Ganadores | Salvado   | Salvado   | Ganadores | Amenazado | Salvado   | Salvado   | Amenazado | Ganadores |  |  |  |  |  |  |  |  |  |  |  |  |  |  |  |  |  |  |  |
| 2  | Rosmeri  | Salvada   | Ganadores | Ganadores | Salvada   | Amenazado | Salvada   | Ganadores | Salvada   | Salvada   | Ganadores | Ganadores | Finalista | 2.º lugar |  |  |  |  |  |  |  |  |  |  |  |  |  |  |  |  |  |  |  |
| 3  | Elaiza   | Salvada   | Salvada   | Salvada   | Ganadores | Salvada   | Amenazado | Amenazado | Salvada   | Ganadores | Amenazado | Salvada   | Finalista | 3.º lugar |  |  |  |  |  |  |  |  |  |  |  |  |  |  |  |  |  |  |  |
| 4  | Damian   | No Estaba | No Estaba | No Estaba | No Estaba | No Estaba | No Estaba | No Estaba | No Estaba | Salvado   | Salvado   | Amenazado | Eliminado |           |  |  |  |  |  |  |  |  |  |  |  |  |  |  |  |  |  |  |  |
| 5  | Hannelys | Salvada   | Salvada   | Salvada   | Salvada   | Salvada   | Ganadores | Salvada   | Salvada   | Amenazado | Salvada   | Eliminada |           |           |  |  |  |  |  |  |  |  |  |  |  |  |  |  |  |  |  |  |  |
| 6  | Paula    | No Estaba | No Estaba | No Estaba | No Estaba | No Estaba | No Estaba | No Estaba | No Estaba | No Estaba | Eliminada |           |           |           |  |  |  |  |  |  |  |  |  |  |  |  |  |  |  |  |  |  |  |
| 7  | Susej    | No Estaba | No Estaba | No Estaba | No Estaba | No Estaba | No Estaba | No Estaba | No Estaba | Abandono  |           |           |           |           |  |  |  |  |  |  |  |  |  |  |  |  |  |  |  |  |  |  |  |
| 8  | Carlos   | Salvado   | Salvado   | Salvado   | Salvado   | Amenazado | Salvado   | Eliminado |           |           |           |           |           |           |  |  |  |  |  |  |  |  |  |  |  |  |  |  |  |  |  |  |  |
| 9  | Felipe   | Salvado   | Salvado   | Salvado   | Amenazado | Salvado   | Eliminado |           |           |           |           |           |           |           |  |  |  |  |  |  |  |  |  |  |  |  |  |  |  |  |  |  |  |
| 10 | Jimena   | Salvada   | Amenazada | Amenazada | Eliminada |           |           |           |           |           |           |           |           |           |  |  |  |  |  |  |  |  |  |  |  |  |  |  |  |  |  |  |  |
| 11 | Karl     | Salvado   | Salvado   | Eliminado |           |           |           |           |           |           |           |           |           |           |  |  |  |  |  |  |  |  |  |  |  |  |  |  |  |  |  |  |  |
| 12 | Joselyn  | Salvada   | Eliminada |           |           |           |           |           |           |           |           |           |           |           |  |  |  |  |  |  |  |  |  |  |  |  |  |  |  |  |  |  |  |

## Presentaciones
| Rosmeri y Leonardo | "Ven a Bailar" de Pitbull                 | 3 | 5 | 5 | 4 | 17 |
| Hannelys y Román   | "Dola Re Dola" de Devdas                  | 4 | 3 | 4 | 5 | 16 |
| Elaiza y Darwin    | "Me río de ti" de Gloria Trevi            | 3 | 4 | 4 | 3 | 14 |
| Felipe y Josmarly  | "No me dejes de querer" de Gloria Estefan | 3 | 3 | 4 | 4 | 14 |
| Carlos y Andreína  | "Yo no se mañana" de Luis Enrique         | 3 | 3 | 5 | 3 | 14 |
| Arán y Génesis     | "Bla bla bla" de Chino y Nacho            | 4 | 3 | 4 | 2 | 13 |
| Karl y Neliani     | "Tango Electrónico" de Bajofondo          | 1 | 4 | 3 | 1 | 9  |
| Jimena y Luis      | "Sway" de Pussycat Dolls                  | 2 | 3 | 3 | 0 | 8  |
| Joselyn y Germán   | "Bad Romance" de Lady Gaga                | 2 | 3 | 1 | 0 | 6  |

| Rosmeri y Leonardo | "Nadie se va a marchar" de Noel Schajris                  | 6 | 10 | 9 | 6  | 31 |
| Hannelys y Román   | "Spente Le Estelle" de Emma Shapplin                      | 7 | 5  | 8 | 8  | 28 |
| Felipe y Josmarly  | "Torero" de Chayanne                                      | 6 | 5  | 5 | 5  | 21 |
| Elaiza y Darwin    | "Ease on Down the Road" de Diana Ross con Michael Jackson | 5 | 5  | 4 | 3  | 17 |
| Carlos y Andreína  | "Superhéroe" de Alexis y Fido                             | 5 | 4  | 4 | 1  | 14 |
| Arán y Génesis     | "La dueña del swing" de Banda Pelillos                    | 4 | 4  | 2 | 0  | 10 |
| Jimena y Luis      | "Llorarás" de Oscar D'Leon                                | 3 | 3  | 3 | 1  | 10 |
| Karl y Neliani     | "Tu amor" de Olga Tañón                                   | 3 | 4  | 2 | -1 | 8  |

| Elaiza y Darwin    | "You haven't seen the last of me" de Cher     | 9 | 8 | 10 | 9  | 36 |
| Hannelys y Román   | "Dama Antañona" de Ilan Chester               | 5 | 8 | 9  | 8  | 30 |
| Rosmeri y Leonardo | "Magdalena, mi amor" de DLG                   | 7 | 8 | 8  | 6  | 29 |
| Arán y Génesis     | "Mala conducta" de Franco y Oscarcito         | 7 | 8 | 7  | 7  | 29 |
| Carlos y Andreína  | "Thriller/Heads Will Roll" del elenco de Glee | 5 | 4 | 7  | 3  | 19 |
| Felipe y Josmarly  | "Bomba que bomba" de Huracán de fuego         | 4 | 4 | 4  | 0  | 12 |
| Jimena y Luis      | "Tu boquita" de Salón Victoria                | 2 | 5 | 2  | -2 | 7  |

| Arán y Génesis     | "Rebelión"            | 7 | 9 | 10 | 8 | 34 |
| Hannelys y Román   | "El tamarindo"        | 5 | 6 | 7  | 5 | 23 |
| Elaiza y Darwin    | "Manduco"             | 5 | 6 | 5  | 5 | 21 |
| Felipe y Josmarly  | "Taboo"               | 3 | 6 | 5  | 3 | 17 |
| Rosmeri y Leonardo | "El hombre divertido" | 4 | 5 | 5  | 2 | 16 |
| Carlos y Andreína  | "La hamaquita"        | 4 | 5 | 5  | 1 | 15 |

| Hannelys y Román   | "Tango"               | 9  |  | 10 | 10 | 29 |
| Arán y Génesis     | "Alma llanera"        | 10 |  | 8  | 9  | 27 |
| Rosmeri y Leonardo | "Sweet Dreams"        | 8  |  | 9  | 8  | 25 |
| Carlos y Andreína  | "Club Handle me"      | 7  |  | 8  | 7  | 22 |
| Elaiza y Darwin    | "Rico Vacilon"        | 6  |  | 7  | 4  | 17 |
| Felipe y Josmarly  | "El ritmo no perdona" | 6  |  | 7  | 4  | 17 |

     Ganador de la semana.
     Estuvo en riesgo de eliminación.
     Es eliminado.